# Gonyleptes guttatus
Gonyleptes guttatus is een hooiwagen uit de familie Gonyleptidae.